# Pasto umano
Pasto umano (Live feed) è un film del 2006 diretto da Ryan Nicholson.

## Trama
Cinque turisti statunitensi, in vacanza di piacere in Cina si imbattono in un locale a luci rosse, il Venus Theatre. Vogliosi di nuove ed estreme esperienze, i giovani decidono di entrare, tralasciando il tentativo di dissuasione di un uomo incontrato da quelle parti.
I cinque malcapitati scopriranno quindi sulla loro pelle che il Venus Theatre è in realtà un locale gestito da una pericolosissima triade mafiosa, il cui boss gode nel vedere torturare ed uccidere incauti viaggiatori, per poi darli in pasto ai clienti del famigerato locale.